# Tim Kaine
Pour les articles homonymes, voir Kaine.
Timothy Michael Kaine, dit Tim Kaine, né le 26 février 1958 à Saint Paul (Minnesota), est un homme politique américain, membre du Parti démocrate.
Kaine étudie le droit à Harvard et devient avocat au barreau de Virginie en 1983. Il se spécialise alors dans la défense des droits civiques. Il se fait élire au conseil municipal de Richmond, capitale de l'État, en 1994. Quatre ans plus tard, il est investi maire de la ville. Il est élu lieutenant-gouverneur en 2001, puis gouverneur en 2005. En 2009, il devient président du Comité national démocrate et ne postule pas à sa succession au poste de gouverneur, son mandat étant non renouvelable.
Il se présente au Sénat des États-Unis en 2012 lors des élections fédérales et est élu pour l'un des deux sièges de la Virginie. Candidat démocrate à la vice-présidence des États-Unis comme colistier d'Hillary Clinton lors de l'élection présidentielle de 2016, qu'elle perd face au candidat républicain Donald Trump, Kaine est réélu sénateur lors des élections de 2018 puis de 2024.

## Biographie

### Enfance et études

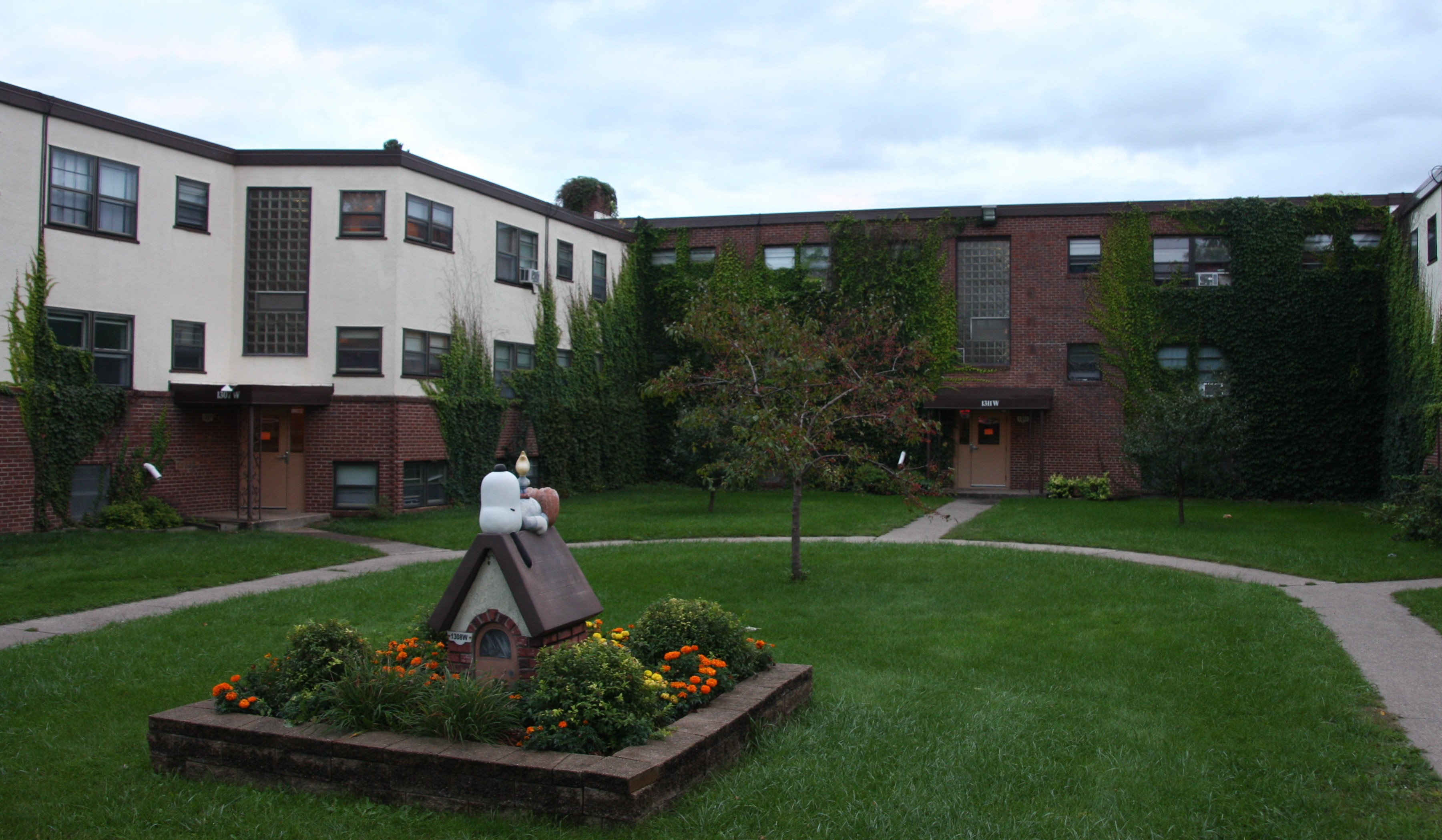
Maison d'enfance de Tim Kaine, Saint Paul (Minnesota).

Timothy Michael Kaine naît en 1958 à Saint Paul, dans l'État du Minnesota. Il est le fils de Mary Kathleen Burns et de Albert A. Kaine. Il grandit à Kansas City dans le Missouri.
Il obtient une licence en économie (B.A.) à l'université du Missouri en 1979, il suit des études supérieures à la faculté de droit de l'université Harvard. Il fait une pause de neuf mois dans l'année scolaire 1980-1981, afin de travailler en tant que missionnaire jésuite au Honduras. Depuis cette période, il parle couramment l'espagnol.
Il est diplômé en 1983 et devient alors avocat. Il s'inscrit au barreau de l'État de Virginie l'année d'après et se spécialise dans la défense des droits civiques.

### Parcours politique

#### Débuts
Tim Kaine est élu en 1994, à l'âge de 36 ans, au conseil municipal de la capitale de l'État, Richmond. Il est réélu en 1996. Le 1er juillet 1998, à 40 ans, Tim Kaine est choisi par ses pairs comme nouveau maire de la ville. C'est la première fois depuis dix ans que ce poste ne revient pas à un Afro-Américain. Il est réélu conseiller, puis maire, en 2000.

#### Ascension
Tim Kaine décide en 2001 de se présenter au poste de lieutenant-gouverneur de l'État. Ayant remporté la primaire démocrate par 40 % des voix, il se trouve opposé au républicain Jay K. Katzen, qu'il devance de 42 100 voix le jour de l'élection, obtenant ainsi 50 % des suffrages exprimés.
Kaine entre en fonction le 12 janvier 2002, prêtant serment devant son épouse Anne Holton, juge de l'État. De par sa fonction, il exerce la présidence du Sénat de Virginie, et ce alors que les deux chambres de la législature de l'État sont dominées par le Parti républicain.

#### Gouverneur

##### Campagne
Alors que la fin de son mandat approche, Tim Kaine annonce en 2005 qu'il souhaite concourir au poste de gouverneur, le sortant Mark Warner ne pouvant se représenter du fait de la Constitution de l'État. Sans adversaire à la primaire, il est investi par le Parti démocrate.
La campagne se révèle passionnée et polluée par la politique nationale. Elle atteint son paroxysme au cours de débats télévisés où Tim Kaine, catholique pratiquant, se déclare hostile à la peine de mort pour des raisons religieuses mais précise que ses croyances religieuses ne l'empêcheront pas d'appliquer cette peine dans un État où les électeurs y étaient des plus favorables. Son adversaire républicain Jerry Kilgore, croyant déceler le point faible de Tim Kaine, lance des spots de télévision dans lesquels Tim Kaine était accusé de ne pas soutenir la peine de mort pour des criminels comme Adolf Hitler. En réponse, Tim Kaine jure qu'en aucun cas, il ne cherchera à modifier ou à interférer dans la politique de l'État en matière de peine capitale et qu'il n'accordera pas davantage de grâce que les gouverneurs précédents. Son programme électoral se renforce alors de propositions en faveur du durcissement de la législation en matière pénale pour élargir le champ d'application de la peine de mort.
Le jour du scrutin, il totalise plus de 1 025 000 bulletins de vote, ce qui lui accorde 51,7 % des voix. Il devance son adversaire de plus de 100 000 voix.

##### Mandat
L'investiture de Tim Kaine a lieu le 14 janvier 2006 à Williamsburg. À cette époque en effet, le Capitole de Richmond est en réfection. Il est alors le premier gouverneur de l'État depuis Thomas Jefferson, en 1779, à prendre ses fonctions dans l'ancienne capitale coloniale de Virginie.
Moins de trois semaines plus tard, le 31 janvier, il lui revient de répondre au discours sur l'état de l'Union du président George W. Bush au nom du Parti démocrate. Il accuse alors les républicains d'avoir failli à construire une majorité bi-partisane au Congrès et condamne les baisses d'impôts voulues par le président.
Il passe l'année 2006 à batailler avec la législature de l'État, dominée par les républicains, pour faire adopter son budget. Au mois de juin, il signe un décret disposant l'interdiction de fumer dans tous les bâtiments administratifs et dans les voitures immatriculées en Virginie. Après le massacre de Virginia Tech, au cours duquel trente-deux étudiants sont tués, Tim Kaine fait modifier les lois de Virginie en matière d'armes à feu, imposant des vérifications plus minutieuses pour éviter qu'elles ne soient vendues à des personnes souffrant ou ayant été traitées pour des problèmes psychiatriques.
À l'été 2008, il fait partie des personnalités envisagées par Barack Obama pour rejoindre le ticket démocrate pour l'élection présidentielle de novembre comme candidat à la vice-présidence, mais le sénateur Joe Biden lui est préféré. Dix ans plus tard, The New York Times révèle qu'Obama aurait alors déclaré à Kaine qu'il était son « choix du cœur », quand Biden était le « choix de la raison ». Après l'élection d'Obama à la présidence, il est choisi en janvier 2009 comme nouveau président du Comité national démocrate (DNC). Il ne peut postule pas à sa succession la même année, dans la mesure où la Constitution de l'État le lui interdit. Le 16 janvier 2010, le républicain Bob McDonnell lui succède au poste de gouverneur.

#### Sénateur

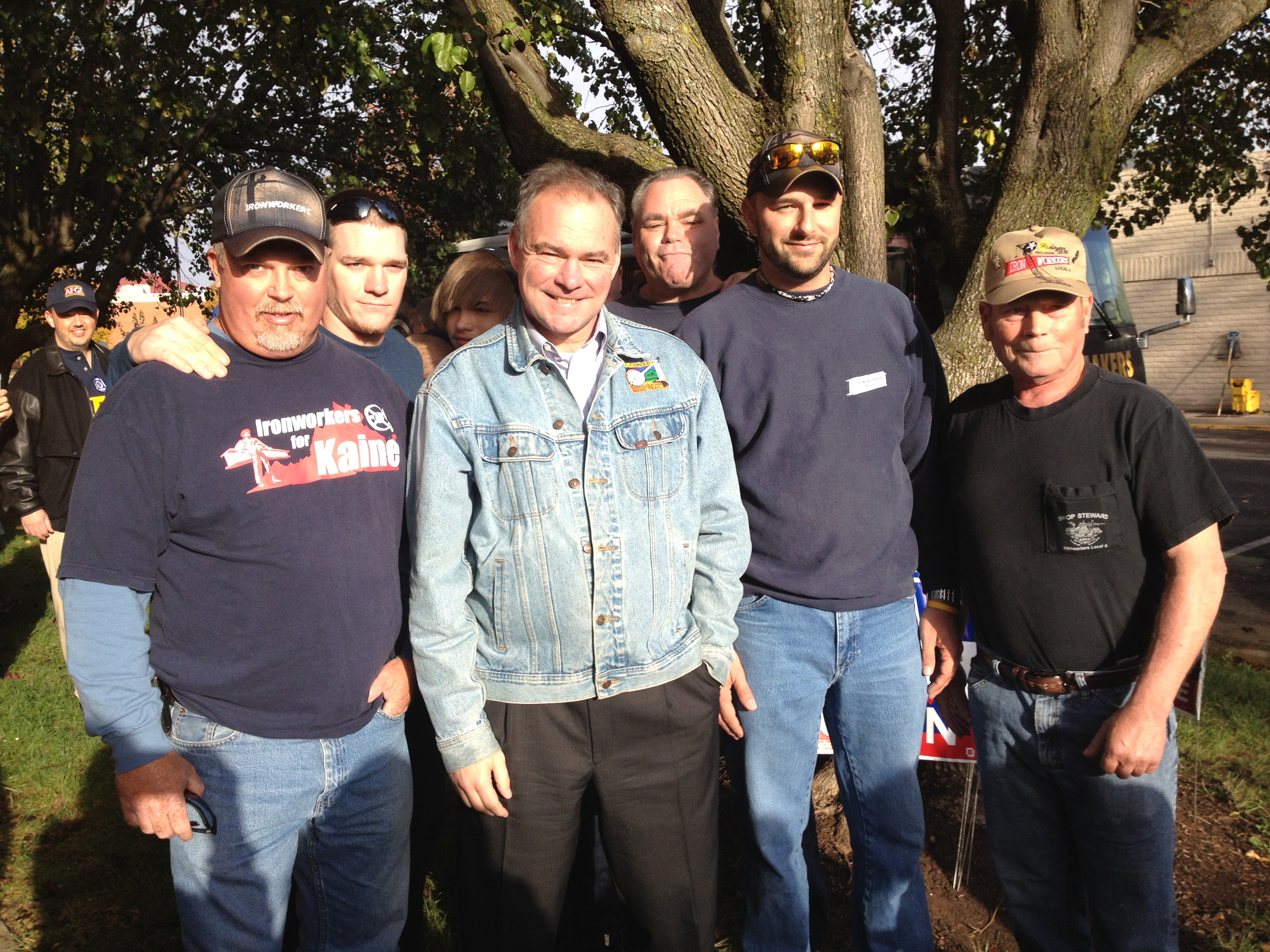
Tim Kaine en octobre 2012, lors d'un rassemblement avec ses partisans.

À la suite du retrait du sénateur démocrate Jim Webb, Tim Kaine annonce sa candidature au Sénat des États-Unis le 5 avril 2011. Tim Kaine doit affronter l'ancien sénateur républicain battu par Webb six ans plus tôt, George Allen. Les sondages placent les deux candidats au coude-à-coude, avec cependant une légère avance pour le démocrate.
Il est finalement élu le 6 novembre 2012 avec 53 % des voix contre 47 % pour son adversaire républicain. Il entre en fonction et prête serment le 3 janvier 2013 au Capitole des États-Unis devant le vice-président Joe Biden. Il rejoint ainsi l'autre sénateur démocrate de l'État, Mark Warner. C'est alors la première fois que deux anciens gouverneurs consécutifs de Virginie siègent ensemble au Sénat des États-Unis. Membre du comité des forces armées, du comité du Budget et du comité des affaires étrangères, il préside à partir de juillet 2013 le sous-comité des affaires étrangères pour le Proche-Orient, l'Asie du Sud, l'Asie centrale et l'anti-terrorisme.
En 2013, il devient le premier sénateur à prononcer un discours en espagnol au Sénat, pour soutenir le passage d'une loi sur la réforme de l'immigration.

#### Candidat démocrate à la vice-présidence en 2016

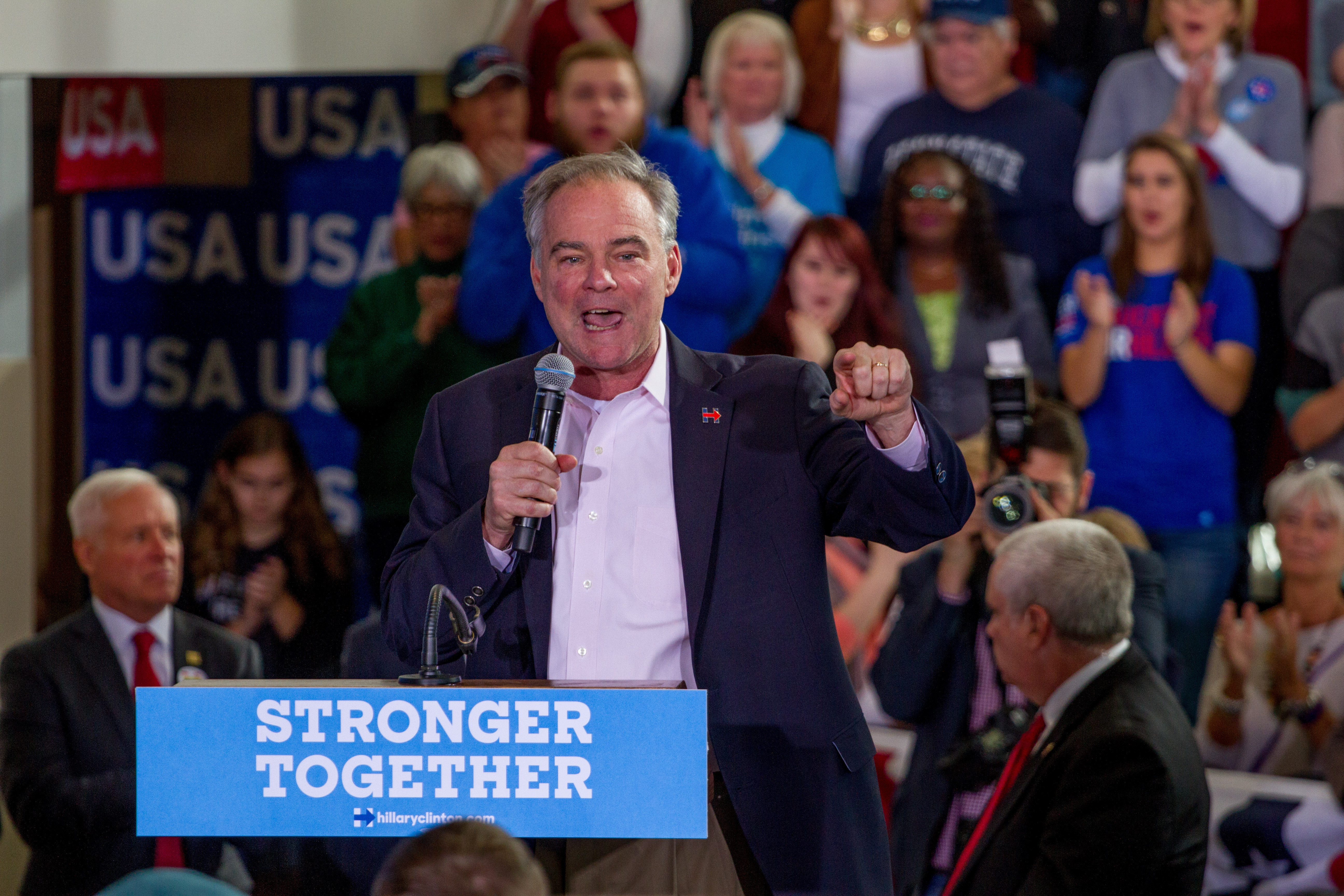
Tim Kaine en campagne pour la vice-présidence des États-Unis.

Tim Kaine est perçu en 2016 comme l'un des potentiels candidats démocrates à la vice-présidence aux côtés de la candidate Hillary Clinton.
Le 22 juillet, Clinton annonce qu'elle choisit Tim Kaine comme colistier. Elle fait connaître sa décision depuis Miami via le réseau social Twitter, un choix qui semble motivé par la personnalité consensuelle de Kaine et sa capacité de faire basculer l'État pivot de Virginie. La gauche du parti reproche cependant à Clinton cette décision, estimant que la campagne primaire de Bernie Sanders montre que l'aile progressiste et non centriste démocrate est capable d'attirer des électeurs indépendants des deux partis dominants. En novembre 2016, il prononce un discours intégralement en espagnol à Phoenix, ce qui représente une première dans une campagne présidentielle aux États-Unis.
Après la campagne, Tim Kaine reprend son rôle de sénateur. En novembre 2018, il est réélu à ce poste, récoltant plus de 56 % des suffrages exprimés.
En janvier 2023, il annonce qu'il briguera un troisième mandat de sénateur lors des élections de 2024. Lors du scrutin du 5 novembre, il est réélu en battant le candidat républicain Hung Cao.

### Vie personnelle
En 1984, Tim Kaine épouse Anne Holton, ancienne juge pour enfants et fille de Linwood Holton, ancien gouverneur de Virginie. Le couple a trois enfants, Nat, Woody et Annella.

## Opinions politiques

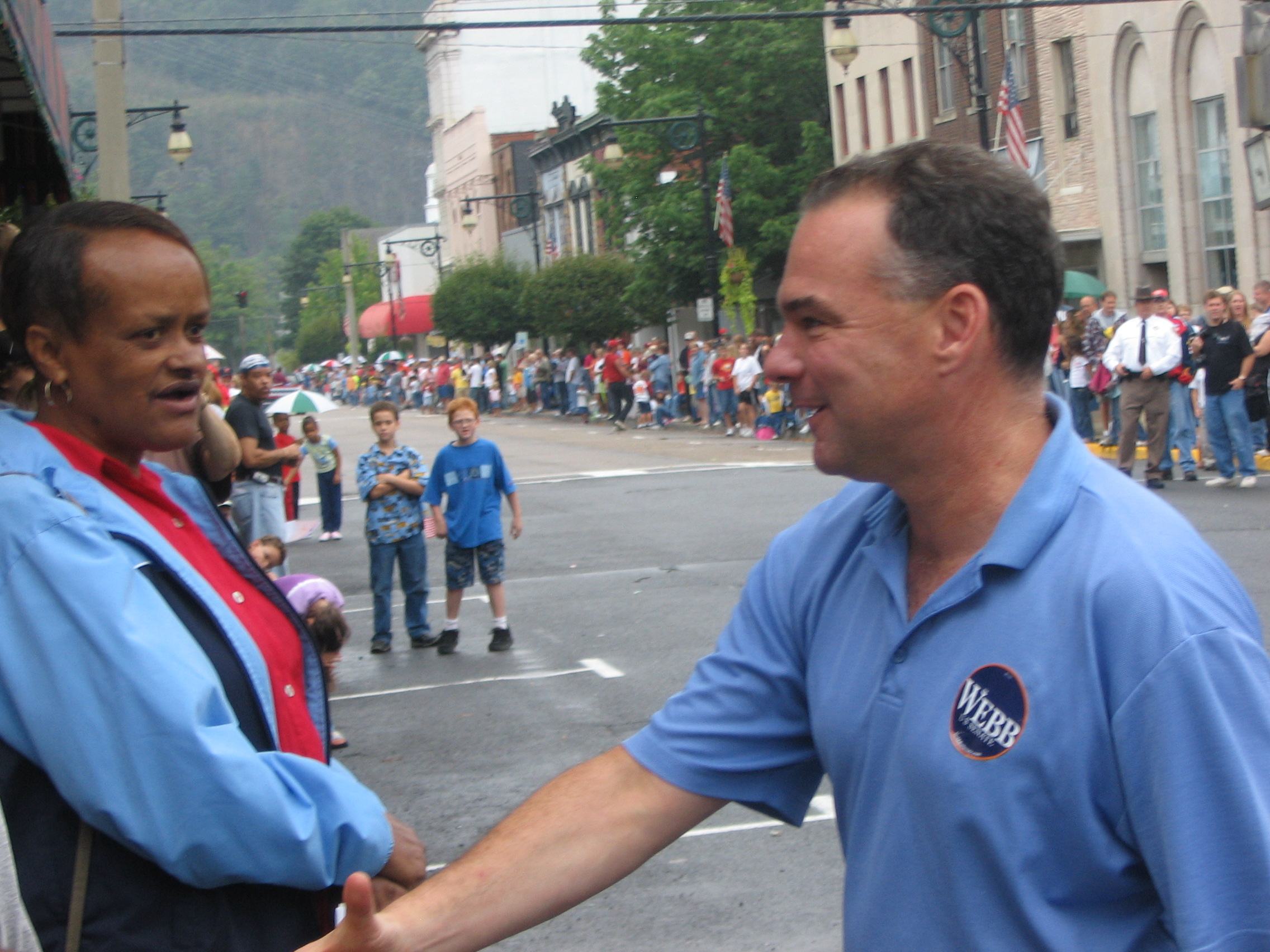
Le gouverneur de Virginie Tim Kaine à la parade de la fête du travail de Buena Vista, en 2006.

### Questions de société
Tim Kaine est réputé être un progressiste pragmatique. Ainsi, bien que défavorable à la peine de mort, il ne s'est pas opposé, une fois élu gouverneur, à l'exécution de la sentence de huit condamnés à mort dans son État. Mais il a mis son veto, parfois avec succès, à cinq amendements législatifs étendant les cas d'application de la peine capitale et s'est opposé au recours à la chaise électrique comme mode d'exécution[réf. nécessaire]. Les républicains l'accusent en 2016, lors de sa campagne pour la vice-présidence, de ne pas respecter ses convictions quant à la peine de mort pour arriver à ses fins politiques[réf. nécessaire].
Bien qu'opposé au mariage des couples homosexuels jusqu'en 2013, il refuse en tant que gouverneur de signer un amendement constitutionnel réservant strictement le mariage à l'union entre un homme et une femme,.
Opposé à titre personnel à l'avortement pour des raisons religieuses, il n'en est pas pour autant opposé à la jurisprudence, établie par l'arrêt Roe v. Wade. Il soutient par contre le principe qu'il faille obtenir un accord parental pour pratiquer une IVG dans le cas d'une mineure ainsi que la promotion de l'abstinence sexuelle et l'interdiction des méthodes de procédure de dilatation et extraction intacte dans les cas où la santé de la femme n'est pas remise en cause.

### Politique étrangère
Favorable au renversement de Saddam Hussein, il est cependant hostile à la méthode employée par le gouvernement de George W. Bush lors de l'intervention en Irak en 2003 ; il critique également la gestion de l'occupation du pays.